# Elena Belova (física)
Elena V. Belova es una física estadounidense nacida en la Unión Soviética. Trabaja para el Departamento de Energía de Estados Unidos como física investigadora principal en el Laboratorio de Física del Plasma de la Universidad de Princeton en Nueva Jersey.

## Biografía
Estudió física en el Instituto de Física y Tecnología de Moscú, obteniendo una licenciatura en 1984 y una maestría en 1987. De 1987 a 1992 trabajó en el Instituto Ruso de Investigaciones Espaciales. En 1992 emigró a Estados Unidos con su marido, el físico Alexander V. Khrabrov. Asistió a Dartmouth College para realizar estudios de posgrado en física, supervisados por Mary Hudson. Terminó su doctorado en 1997, y al finalizar su doctorado se convirtió en investigadora en el Laboratorio de Física del Plasma de la Universidad de Princeton.
Su investigación involucra la simulación por computadora del plasma, con aplicaciones que van desde el control del calor en la energía de fusión basada en tokamak hasta una mejor comprensión de los chorros y esferomas en la corona solar.
Fue la ganadora en 2005 del Premio Katherine Weimer para mujeres en la ciencia del plasma, otorgado por la División de Física del Plasma de la Sociedad Estadounidense de Física (APS), "por sus contribuciones analíticas y numéricas pioneras a la física fundamental de los plasmas confinados magnéticamente". Fue nombrada miembro de la Sociedad Estadounidense de Física en 2020, después de una nominación de la División de Física del Plasma, "por contribuciones sobresalientes al desarrollo de nuevos modelos numéricos y teóricos que conducen a una mejor comprensión del comportamiento de partículas altamente energéticas y las inestabilidades del plasma asociadas en tori compactos y tokamaks esféricos".